# 2015년 UEFA U-19 축구 선수권 대회
2015년 UEFA U-19 축구 선수권 대회는 그리스에서 개최되었다.
틀:UEFA U-19 축구 선수권 대회